# Walnut Creek (Kalifornia)
Walnut Creek – miasto w rejonie Zatoki San Francisco położone kilkanaście kilometrów na wschód od Oakland. Liczba mieszkańców w roku 2010 wynosiła 64 173.
W Walnut Creek funkcjonuje szkoła języka polskiego im. Jana Pawła II.

## Urodzeni w Walnut Creek
- Sabrina Ionescu – koszykarka
- Randy Johnson – miotacz baseballowy Hall of Fame
- Christy Turlington – amerykańska supermodelka, działaczka charytatywna i reżyserka
- Katie Volynets – amerykańska tenisistka

## Miasta partnerskie
- Noceto, Włochy
- Siófok, Węgry